# Studijski glazbenik
Studijski glazbenici su instrumentalni i vokalni izvođači odnosno glazbenici koji su dostupni za rad s drugim glazbenicima pri izvedbama uživo ili prigodom studijskih sesija. Obični nisu članovima glazbenih sastava a često oni sami ne postaju slavni kao što je to kod samostalnih glazbenika ili kod vođa sastava.
Pojam se ne odnosi samo na suvremene glazbene pravce kao što je rock, jazz, country, R&B ili pop glazba, nego također i klasična glazba. Versatilnost je jedno od najvažnijih umijeća koje ovi glazbenici moraju posjedovati jer im se često može dogoditi da moraju izvoditi glazbu pri različitim postavkama. Od studijskih se glazbenika očekuje brzo naučiti dionice skladbe te biti vještim u čitanju i izvođenju glazbe te imati muzikalan sluh.
Studijske glazbenike obično se unajmljuje u svakoj situaciji kad za neki kraći rok treba nečije glazbeno umijeće. Uobičajen je slučaj da ih unajme snimateljski studiji da bi im omogućili pozadinsku dionicu drugim glazbenicima u glazbenom studiju i za izvedbe uživo, snimke za oglašavanje, film i televiziju te za kazališne produkcije.
Pojam "sesijski glazbenik" i "studijski glazbenik" su danas istoznačnice, iako su prošlih desetljeća potonji je obično označavao glazbenike koji su bili na neki način združeni s nekom diskografskom etiketom ili glazbenim studiom.